# Éphraïm
Pour les articles homonymes, voir Ephraim (homonymie).
Éphraïm (en hébreu : אפרים, ce qui signifierait « double récompense ») est, dans la Genèse, le second fils d'Asnath et de Joseph alors que celui-ci est devenu vice-roi d'Égypte. Il est le frère de Manassé.
Lors de l'arrivée de leur grand-père Jacob en Égypte, celui-ci bénira Éphraïm sous sa main droite (normalement réservée à l'aîné) alors qu'il est le plus jeune. La famille d'Éphraïm atteindra la troisième génération avant la mort de Joseph (Genèse 50:23). Shouthélah, Béker et Tahân sont trois fils d'Éphraïm nés en Égypte.
Les descendants d'Éphraïm constituent une des douze tribus d'Israël. Parmi ceux-ci, on compte Josué fils de Noun et Jéroboam fils de Nébat. Les actuels Samaritains se réclament de la descendance d'Éphraïm (et Manassé).

## Références

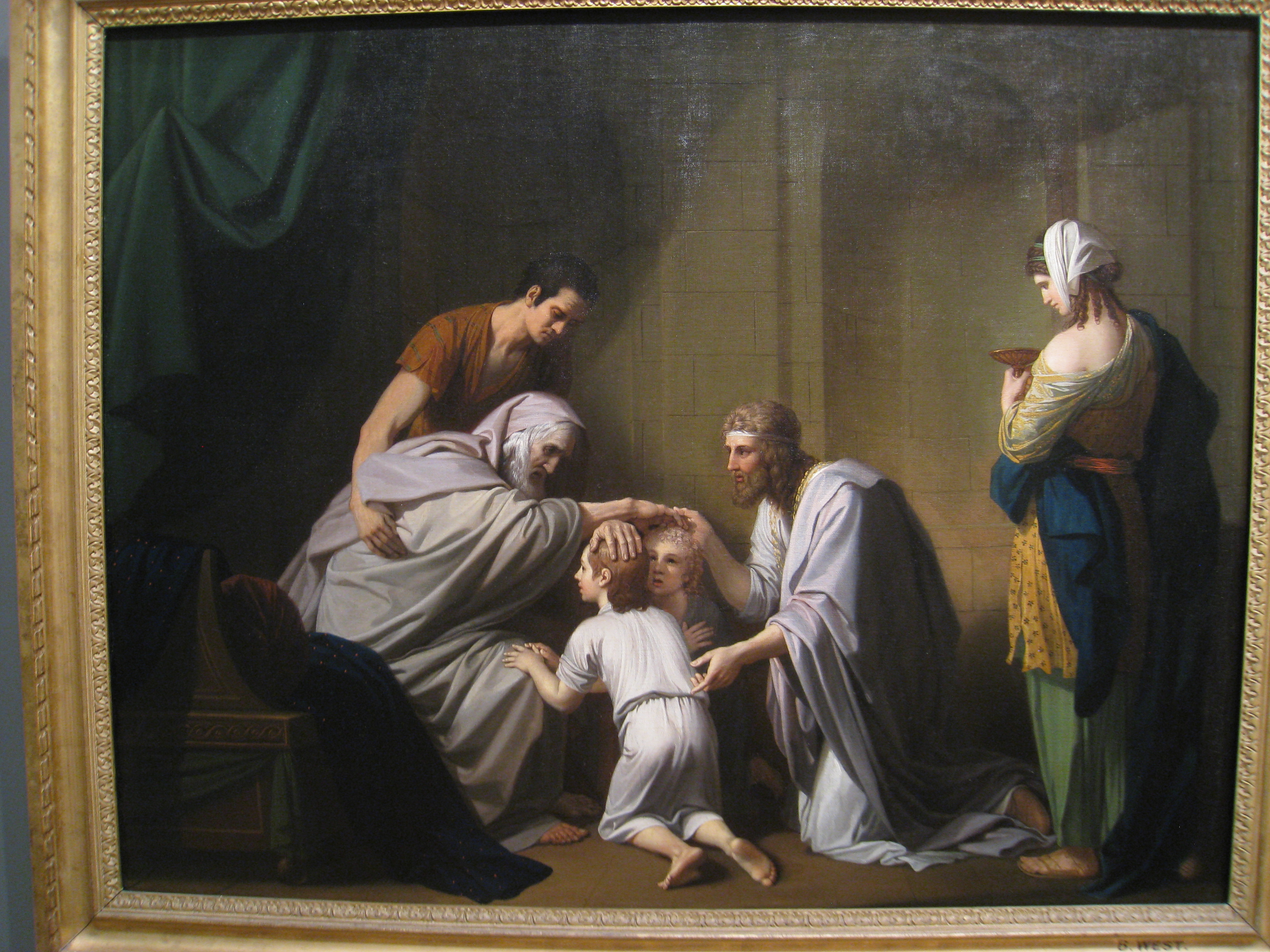
Benjamin West, Jacob bénissant Éphraïm et Manassé.